# Johann Matthias von Coll
Johann Matthias Ritter und Edler von Coll (* 20. Dezember 1692 in Koblenz; † 17. November 1752 in Koblenz) war Jurist, kurtrierer Wirklicher Geheimer Rat und Kanzler.

## Leben
Johann Matthias von Coll wurde als Sohn des kurtrierischen Kammerrats und Generaleinnehmer des niederen Erzstifts Wolfgang Friedrich von Coll und seiner Gemahlin Catharina Maria Champagnier in Koblenz geboren. Studium der Philosophie in Trier; 1708 Bacc.phil; 1709 Mag.phil,. Anschließend Studium der Rechtswissenschaft in Trier und Reims. Die Promotion erfolgte 1730 in Trier. Von 1729 bis 1744 kurtr. Präsentatus am Reichskammergericht zu Wetzlar, Kriegs-, Hof- und Revisionsgerichtspräsident, Wirklicher Geheimer Rat, Lehenprobst, kurtrierischer Kanzler. Am 8. September 1722 verehelichte er sich mit Maria Theresia Franziska Edle von Solemacher zu Namedy, Tochter des kurkölnischen Geheimen Rats und späteren kurtrierischen Kanzlers Johann Arnold Ritter und Edler von Solemacher zu Namedy und der Maria Elisabeth Walburga (von) Steinhausen. Die Erhebung in den erblichen Reichsritterstand mit dem Prädikat "Edler von" erfolgte durch Kaiser Karl VI. in Wien am 28. Februar 1735.